# Grimisuat
Grimisuat is een gemeente en plaats in het Zwitserse kanton Wallis, en maakt deel uit van het district Sion.
Grimisuat telt 3.038 inwoners.